# Calynda laevis
Calynda laevis är en insektsart som beskrevs av Brunner von Wattenwyl 1907. Calynda laevis ingår i släktet Calynda och familjen Diapheromeridae. Inga underarter finns listade.